# Aonidia yomae
Aonidia yomae är en insektsart som beskrevs av Abraham Munting 1965. Aonidia yomae ingår i släktet Aonidia och familjen pansarsköldlöss. Inga underarter finns listade i Catalogue of Life.